# معطف فضفاض

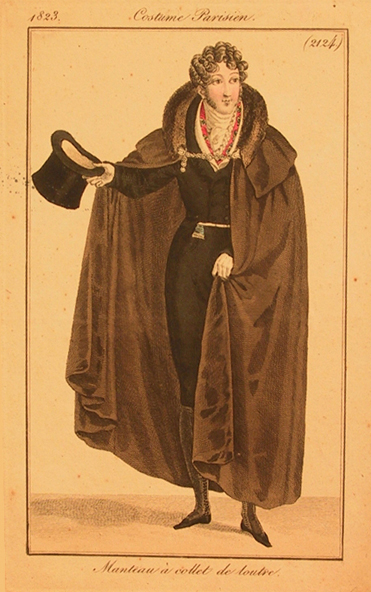
عباءة الخروج مساءً أو معطف، من Costume Parisien، 1823

المعطف الفضفاض هو نوع من الملابس الفضفاضة التي يتم ارتداؤها فوق الملابس التي يتم ارتداؤها داخل الأماكن المغلقة وتؤدي نفس غرض المعطف؛ وهي تحمي الشخص من البرد أو المطر أو الرياح على سبيل المثال، أو ربما تشكل جزءًا من الملابس أو الزي المطابق لذوق العصر. تعد هذه المعاطف قديمة قدم التاريخ البشري؛ وكان هناك دائمًا تقريبًا شكل من أشكال الملابس الخارجية الطويلة غير المنظمة التي تُستخدم لحماية الناس من الطقس. ومع مرور الوقت تم تغيير تصاميم المعاطف لتتماشى مع الأشكال الحالية والاحتياجات الخاصة بالمنسوجات.
وعادة ما يربط المعطف في العنق أو فوق الكتف، وتختلف من حيث الطول، من الحوض إلى الكاحل والطول العادي يكون غالبًا حتى منتصف الساق. وقد تكون لديها قلنسوة، وقد تغطي وتُثبت أسفل الجبهة، وفي هذه الحالة تحتوي على ثقوب أو فتحات لتسمح بمرور اليدين من خلالها. ومع ذلك، غالبًا ما تكون العباءات بلا أكمام.

## عباءة أوبرا
في ملابس السهرة الرسمية الكاملة في الدول الغربية، عادة ما تستخدم السيدات والسادة المعطف الفضفاض باعتبارها موضة، أو لحماية منسوجات الثياب الرسمية الفاخرة التي يتم ارتداؤها مساءً، لا سيما إذا كان المعطف من شأنه أن يضر أناقة الثياب أو يخفيه. وعباءات الأوبرا مصنوعة من مواد ذات جودة عالية مثل الصوف أو الكشمير أو القطيفة أو الساتان.
قد ترتدي السيدات (فوق الكتفين وحتى الكاحل) معطف فضفاضا طويلا يسمى عادة كاب، أو عباءة كاملة الطول. ويرتدي السادة عباءة حتى الكاحل أو عباءة كاملة الطول. وغالبًا ما تحتوي العباءات الرسمية على بطانات مكلفة وملونة ومزركشة مثل الحرير الساتان والقطيفة والفراء.

## في الأدب والفنون

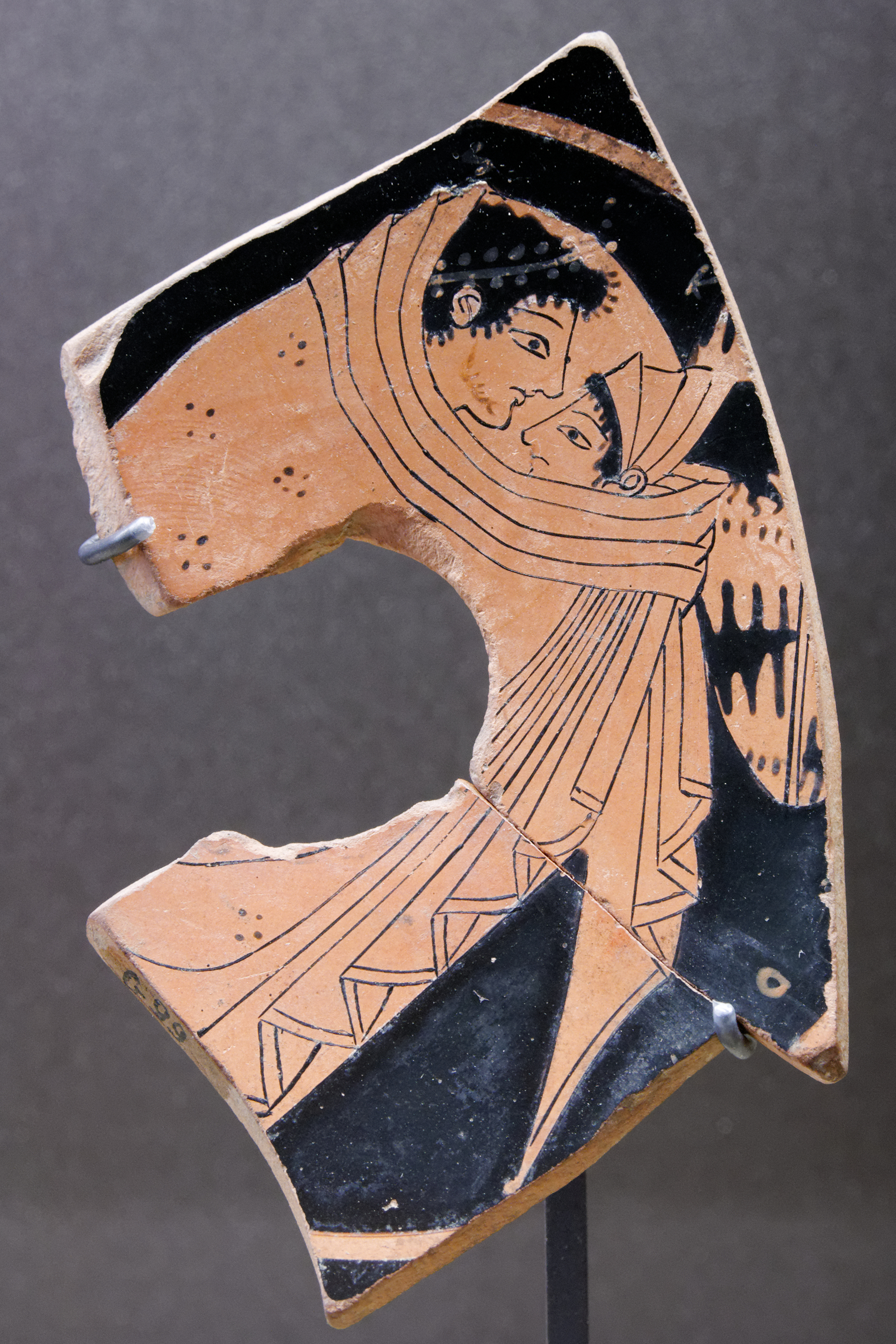
زوجان يرتديان نفس العباءة، جزء من كأس يوناني قديم الشكل الأحمر في عام 525 قبل الميلاد –500 قبل الميلاد تقريبًا، عُثِر عليه في أثينا. متحف اللوفر، باريس.

تُعتبر العباءات من الملابس الأساسية في الأعمال الأدبية نظرًا لشعبيتها في العصور الوسطى على الرغم من أن تصاميم العباءات التي ترد في الأعمال الأدبية عادة ما تكون أكثر شبهًا بعباءات القرن الثامن عشر أو القرن التاسع عشر وليس قرون العصور الوسطى. كما أنها عادة ما ترتبط بالساحرات والسحرة ومصاصي الدماء؛ وأظهرت النسخة المسرحية الأكثر شهرة لدراكولا، التي جعلت الممثل بيلا لوغوسي (Bela Lugosi) بارزًا، وهو يرتدي العباءة لدرجة أن خروجه من خلال الباب المسحور المخفي على المسرح قد يبدو مفاجئًا. وعندما كرر لوغوسي دوره كدراكولا للنسخة السينمائية من المسرحية التي أنتجتها يونيفرسال ستوديوز احتفظ بالعباءة كجزء من الزي الخاص به، وهو ما أعطى انطباعًا قويًا بأن العباءات بدت متساوية مع شخصية "الكونت" فلاديسلاف دراكولا في كل الأعمال الإعلامية غير التاريخية له.

## الخيال
غالبًا ما تكون العباءات الخاصة بالأعمال الخيالية متعلقة بالسحر. على سبيل المثال، قد تمنح الشخص الذي يرتديها الاختفاء عن عيون الناس كما هو الحال في مسلسل هاري بوتر لمؤلفه جيه كي رولينغ (J. K. Rowling). ويتم ارتداء نوع مماثل من هذه الملابس من قِبل أعضاء رفقة الخاتم في سيد الخواتم لمؤلفها جيه آر آر تولكين (J. R. R. Tolkien)، على الرغم من أنه بدلاً من إعطاء التخفي الكامل، فإن عباءات العفريت تبدو أنها تتحول من أي لون طبيعي (على سبيل المثال، الأخضر أو الرمادي أو البني) لمساعدة الشخص الذي يرتديها على الانسجام مع البيئة المحيطة. وبدلاً من ذلك، فإنها قد تبطل الأعمال السحرية، كما هو الحال في «عباءة المقاومة السحرية» في NetHack. بالإضافة إلى ذلك، فإن درع الاختفاء السحري الذي صنعه هرقل لنفسه من جلد أسد نيمين (Nemean Lion)، في نهاية أولى أعمال هرقل، قد يُعتبر أيضًا فكرة مبكرة للعباءة السحرية. وكانت هذه الأخيرة جديرة بالملاحظة لأنه يُقال إنها حصينة ضد جميع الأسلحة القاطعة.

## المجاز
مجازيًا، يمكن أن تكون العباءة أي شيء يُستخدم للتنكر أو لإخفاء شيء ما. في الكثير من أعمال الخيال العلمي مثل ستار تريك وستارغيت، توجد أجهزة إخفاء باستخدام العباءات، والتي توفر وسيلة لتفادي اكتشاف مستخدميها أو لجعل شيء ما غير مرئي.
ونظرًا لأنها تبقي الشخص مخفيًا أو تخفي سلاحًا، جاءت عبارة العباءة والخنجر للإشارة إلى جرائم التجسس والجرائم السرية: فإنها تشير إلى القتل من مصادر خفية. وبالتالي فإن قصص «العباءة والخنجر» هي قصص غموض وبوليسية وقصص جرائم من هذا النوع. والاقتصاص الثنائي للأعمال الهزلية «مارفل» العباءة والخنجر تُعتبر إشارة إلى هذا.